# Skrzeszewo (Poméranie)
Pour les articles homonymes, voir Skrzeszewo.
Skrzeszewo est une localité polonaise de la gmina rurale de Sierakowice située dans le  powiat de Kartuzy en voïvodie de Poméranie. Elle se trouve à environ 21 km à l'ouest de Kartuzy et 49 km à l'ouest de la capitale régionale Gdańsk.

## Géographie

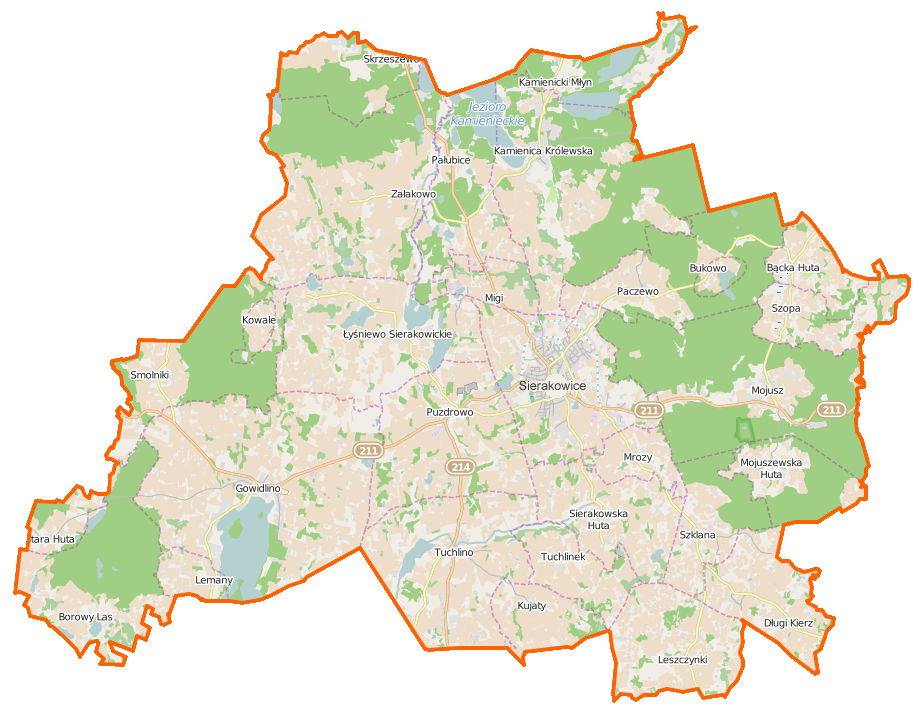
Carte de la gmina de Sierakowice.